# Amt Nürburg

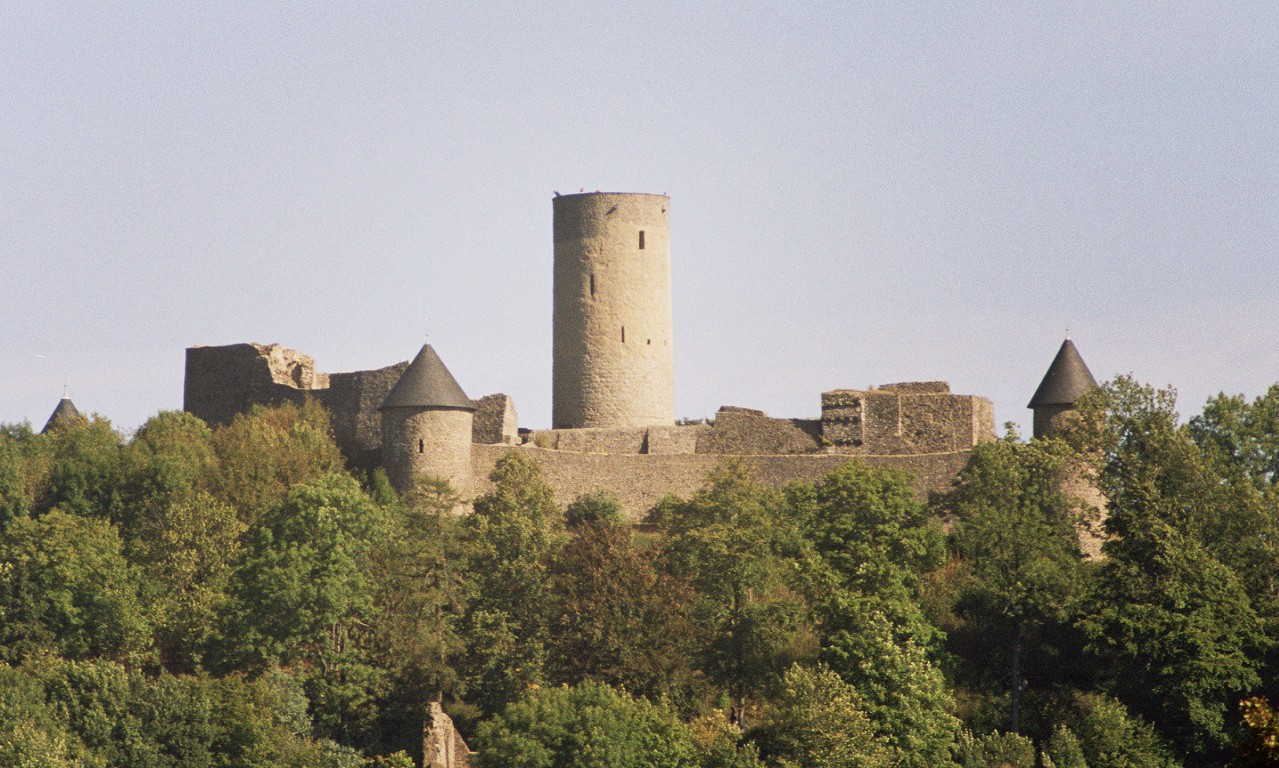
Burg Nürburg, bis Ende des 17. Jahrhunderts Amtssitz

Das Amt Nürburg war bis zum Ende des 18. Jahrhunderts ein Verwaltungs- und Gerichtsbezirk im Kurfürstentum Köln. Verwaltungssitz war zunächst die Burg Nürburg, nach deren Zerstörung der Ort Adenau.
Das Amt Nürburg gliederte sich in fünf Schultheißenämter (historische Schreibweise der Ortsnamen):
- Schultheißenamt Adenau mit dem Flecken Adenau und den Dörfern Breidscheid, Gilgenbach, Herschbroich, Kottenborn, Leimbach, Quiddelbach, Wimbach
- Schultheißenamt Reifferscheid und Vogtei Barweiler mit den Dörfern Barweiler, Bauler, Hoffeld, Kirmutscheid, Müsch, Pomster, Reifferscheid, Rodder, Wiesemscheid, Wirft
- Schultheißenamt der „Vier Honschaften auf der Schuld“ (auch Schultheißenamt Schuld) mit den Dörfern Dümpelfeld, Harscheid, Insul, Lückenbach, Nieder-Adenau, Schuld, Sierscheid, Winnerath
- Schultheißenamt Uersfeld mit den Dörfern Berenbach, Gunderath, Harperath, Hausen (heute Höchstberg), Hörschhausen, Kaperich (Kölnische Höfe), Katzwinkel, Köttrichen, Mosbruch, Sassen, Uersfeld, Uess
- Schultheißenamt Welcherath mit den Dörfern Brück, Drees, Kirsbach, Mauspath, Nitz, Reimerath, Thal-Nürburg, Welcherath

Zeitweise unterstand auch die Herrschaft Kaltenborn der Verwaltung des Amtes Nürburg.
Die oberste Rechtsprechung (Jurisdiktion) im Amt unterstand dem Landschultheiß (Richter, judex). Für die niedere Gerichtsbarkeit waren Schultheißen in den obigen Schultheißenämtern zuständig. Bis zum Ende des 18. Jahrhunderts übernahm aber nach und nach der Landschultheiß auch den Vorsitz der lokalen Schöffengerichte. So gab es 1782 nur noch den Landschultheißen in Adenau.
Nach dem Weistum von Nürburg 1515 und 1553 gab es im Amt Nürburg insgesamt 28 Schöffen, und zwar zu Adenau, Reifferscheid, Welcherath und Barweiler. Bei einer Grenzbegehung im Jahre 1732 wurden die Orte Meuspath, Krebsbacher Hof, Thal-Nürburg und Neukirch von Welcherath getrennt als eigenes Schultheißenamt aufgeführt.
Außer den Burglehen auf der Burg Nürburg gab es im Amt die Rittersitze „Zur Mühlen“ (in Adenau), Honerath, Wensberg und Heyer.
Kirchlich unterstanden die Orte im Amt Nürburg dem Erzbistum Trier.
Amtmänner
- 1760 Josef Clemens Freiherr von Vorst-Lombeck
- 1794 Max Friedrich Freiherr von Lombeck[3]